# Paraná (Río Grande del Norte)
Paraná, municipio del estado del Río Grande del Norte (Brasil), localizado en la microrregión de Pau dos Ferros De acuerdo con el censo realizado por el IBGE (Instituto Brasilero de Geografía y Estadística) en el año 2000, su población es de 3.671 habitantes. Área territorial de 81 km².